# ان‌جی‌سی ۱۴۰۹
ان‌جی‌سی ۱۴۰۹ (انگلیسی: NGC 1409) نام یک کهکشان در صورت فلکی گاو است.